# Sarcocaulon patersonii
Sarcocaulon patersonii là một loài thực vật có hoa trong họ Mỏ hạc. Loài này được G. Don. miêu tả khoa học đầu tiên.